# Newcomerstown
Newcomerstown – wieś w Stanach Zjednoczonych, w stanie Ohio, w hrabstwie Tuscarawas.